# Modelshausen
Modelshausen ist ein Ortsteil der Gemeinde Laugna im schwäbischen Landkreis Dillingen an der Donau.

## Lage
Das Pfarrdorf liegt drei Kilometer südwestlich von Laugna am linken Ufer des Laugnakanals, eines linken Seitenarmes der Laugna. Es grenzt unmittelbar an das benachbarte Bocksberg.
Mehrere Gemeindestraßen verbinden den Ort mit der ostwärts verlaufenden Staatsstraße 2036.

## Geschichte
Erstmals wurde Modelshausen im Jahr 1129 als „Muotolteshusen“ überliefert, was „zu den Häusern des Muothold“ bedeutet, ein alemannischer Bauer. Vermutlich ist es eine Ausbausiedlung von Laugna. Nach Mutholtes-, Mutels- und Mutoltzhoffen taucht 1391 der Name „Modelzhausen“ auf. Der Ort gehörte geschlossen zur Herrschaft Bocksberg. Er blieb lange eine reine bäuerliche Siedlung ohne Wirt, Krämer oder Handwerker.
Als Ortsteil von Bocksberg wurde Modelshausen am 1. Mai 1978 in die Gemeinde Laugna eingegliedert.

## Baudenkmäler
Siehe: Liste der Baudenkmäler in Modelshausen

## Bodendenkmäler
Siehe: Liste der Bodendenkmäler in Laugna

## Religionen
Modelshausen war seit alters her zusammen mit Hinterbuch eine eigene Pfarrei. 1391 wurde der Pfarrsitz von Hinterbuch nach Modelshausen verlegt und ab 1448 war Hinterbuch eine Filiale von Modelshausen.
Die katholische Pfarrkirche St. Peter und Paul wurde um 1713 errichtet, das Langhaus und der Turmaufbau stammen von 1921/22.

## Söhne des Ortes
- Renatus Sachs (1899–1964), Jurist und Dichter